# Planimetría
La planimetría es la parte de planimetría forense: La planimetría se encarga de estudiar, evaluar y representar gráficamente la forma y precisión en la que se encuentra el cuerpo (occiso) y cada uno de los diferentes elementos materiales de prueba encontrados en el sitio mediante el empleo de técnicas de medición que darán vida al croquis inicial y posteriormente al plano final a escala, el cual aportará información gráfica y brindará al funcionario del lugar, contorno, ubicación de muebles e inmuebles, objetos, elementos materiales de prueba y posición final del cadáver, entre otras.
El análisis de estos aspectos reviste gran importancia a la valiosa información que se le suministre al fiscal e investigadores. Entre las principales funciones del planimetra, se tienen las siguientes:
1. Realizar la fijación de sitios y sucesos por medio de planos, croquis y dibujos.
2. Efectuar el diseño manual y técnico de las características del lugar, sitio y otros elementos encontrados en el lugar de los hechos.
3. Elaborar los croquis, según la naturaleza o escenario dónde se produjo el suceso.
4. Proyectar en otras dimensiones las diferentes trayectorias de proyectiles (según el caso).
5. Interpretar con un diseño a escala los objetos incriminados.
6. Elaborar reproducciones de objetos y otras especies materiales del delito, con base en las descripciones de testigos.
7. Confeccionar retratos hablados de personas buscadas con apoyo de descripciones